# Adam Oates
Adam Robert Oates (Toronto, 27 agosto 1962) è un ex hockeista su ghiaccio e allenatore di hockey su ghiaccio canadese.

## Biografia
Nel corso della sua carriera ha giocato con Markham Waxers (1979-1982), R.P.I Engineers (1982-1985), Detroit Red Wings (1985/86, 1986-1989), Adirondack Red Wings (1985/86), St. Louis Blues (1989-1992), Boston Bruins (1991-1997), Washington Capitals (1996-2002), Philadelphia Flyers (2001/02), Mighty Ducks of Anaheim (2002/03) e Edmonton Oilers (2003/04).
Dal 2012 al 2014 è stato allenatore dei Washington Capitals.
Nel 2012 è stato inserito nella Hockey Hall of Fame.